# Дворец Сапег (Львов)
Дворе́ц князе́й Сапе́г (укр. Палац Сапіг) — памятник архитектуры во Львове (Украина), на улице Коперника, 40а.
Построен в 1870-е годы для князей Сапег по проекту архитектора Адольфа Куна (Adolf Kuhn) в стиле необарокко. Здание двухэтажное, с мезонином, основной объём имеет в плане форму квадрата, к которому примыкает прямоугольный флигель. Монументальная ограда с ажурными металлическими воротами отделяет парадный двор от улицы. Стены здания отличаются мягкой пластикой, их поверхность разнообразят рустикация и выступы пилястр, раскреповка карнизов и междуэтажные пояски.
Потомок старинного литовско-польского рода Адам Сапега, который заказал для себя дворец, был одним из наиболее заметных спонсоров железнодорожного строительства в Галиции. Строительство дворца обошлось практически так же дорого, как и строительство дворца Потоцких.
На месте восточного флигеля дворца, который уничтожен бомбой в годы Второй мировой войны, построили среднюю школу № 9.
Долгое время здесь находилась школа № 9. В бывшем дворце Сапег после реставрации разместилось львовское областное Общество охраны памятников истории, культуры и архитектуры.